# Clare Hollingworth
Clare Hollingworth (Knighton, Leicester, 1911. október 10. – Hongkong, 2017. január 10.) angol újságíró, az első haditudósító, aki a második világháború kitöréséről tudósított. Épp Lengyelországban tartózkodott, mikor a Harmadik Birodalom támadást indított 1939. szeptember elsején. A The Daily Telegraphnak tudósított a háború kitöréséről.

## Életpályája
Édesapjának cipőgyára volt. Svájcban tanult nemzetközi kapcsolatok szakon, majd Londonban szlavisztikát tanult. 
Eleinte titkárnőként dolgozott, majd egy menekülteket segítő angol segélyszervezet tagja lett Lengyelországban. Emellett időnként újságcikkeket írt az Európában megjelenő világháborús fenyegetésről. Ezt követően újságíró lett. A The Daily Telegraph nevű angol lapnál lett külső tudósító. Lengyelországba küldték, ahol egy segélyszervezetnél töltött fél éve alatt több ezer ember kimenekítésében vett részt. A második világháború kitörésekor épp a lengyel határon volt. Először értesítette a varsói brit nagykövetséget, de nem hittek neki. 
A háború kitörése után otthagyta Lengyelországot; először Romániába, majd Észak-Afrikába ment. 1943-ban Kairóba küldték. 1945 után a balkáni államok tudósítója volt. Dolgozott a Manchester Guardiannek és a Daily Expressnek is. 1946-ban Jeruzsálemben tartózkodott. 1962-ben az algériai függetlenségi háború résztvevője volt. 1973-ban ő lett a The Daily Telegraph első állandó tudósítója. 1981-ben Hongkongba költözött és haláláig ott is élt.
2017. január 10-én hunyt el Hongkongban.

## Fordítás
- Ez a szócikk részben vagy egészben  a   Clare Hollingworth című angol Wikipédia-szócikk ezen változatának fordításán alapul.  Az eredeti cikk szerkesztőit annak laptörténete sorolja fel. Ez a jelzés csupán a megfogalmazás eredetét és a szerzői jogokat jelzi, nem szolgál a cikkben szereplő információk forrásmegjelöléseként.